# Ismet Beqiraj
Ismet Beqiraj (ur. 10 maja 1958 w Mollasie) – albański inżynier i chemik, deputowany do Zgromadzenia Albanii z ramienia Socjalistycznej Partii Albanii.

## Życiorys
W 1987 roku ukończył studia chemiczne na Uniwersytecie Tirańskim, następnie pracował jako wykładowca chemii na tej uczelni oraz pracował dla Narodowego Centrum Naukowego Węglowodorów w Fierze. Pracował również jako inżynier w państwowym przedsiębiorstwie naftowym ARMO.
Od 12 czerwca 1991 roku jest członkiem Socjalistycznej Partii Albanii; w latach 1991-1992 przewodził jej strukturom w Mallakastrze. Z jej ramienia uzyskał mandat deputowanego do Zgromadzenia Albanii w wyborach parlamentarnych z 2017 roku.

## Życie prywatne
Żonaty, jest ojcem czterech córek.